# George Mihăiță
George Mihăiță (n. 23 septembrie 1948, Moreni, Dâmbovița, România) este un actor român de film, radio, televiziune, scenă și voce.

## Biografie
A absolvit în 1971 Institutul de Artă Teatrală și Cinematografică "I. L. Caragiale" București, secția Actorie, clasa prof. univ. Sanda Manu. Începând cu anul 2000 este directorul Teatrului de Comedie din București.
Actorul George Mihăiță a fost decorat la 13 decembrie 2002 cu Ordinul național Serviciul Credincios în grad de Cavaler, alături de alți actori, „pentru devotamentul și harul artistic puse în slujba teatrului romanesc, cu prilejul împlinirii unui veac și jumătate de existență a Teatrului Național din București”.

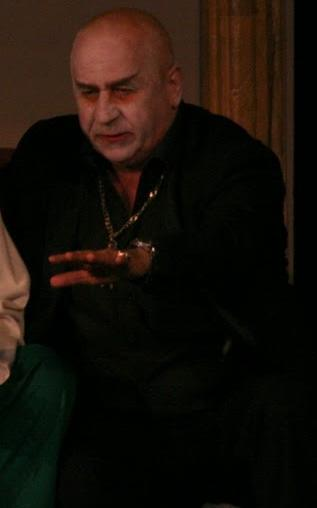
Actorul George Mihăiță în piesa de teatru de comedie "Poker" (2008)

## Roluri la Teatrul de Comedie
- Castor/Polux - Fata Morgana de Dumitru Solomon, regia Mihai Dimiu, 1971
- Soldatul - Mutter Courage de Berthold Brecht, regia Lucian Giurchescu, 1972
- Billy the KId - Buffalo Bill și indienii de Arthur - L. Kopit, regia Lucian Giurchescu, 1973
- Nano - Volpone de Ben Jonson, regia Ion Cojar, 1974
- Arlequin - Jocul dragostei și al întâmplării de Marivaux, regia Tudor Florian, 1976
- Juratul nr. 8 - 12 oameni furioși de Reginald Rose, regia George Teodorescu, 1977
- Soldatul - Cercul de cretă caucazian de Berthold Brecht, regia Lucian Giurchescu, 1977
- Cristian Marinescu - Măseaua de minte de Corneliu Marcu, regia George Teodorescu, 1978
- Trofimov - Livada cu vișini de A. P. Cehov, regia Lucian Giurchescu, 1979
- Barnaby Tacher - Pețitoarea de Thorton Wilder, regia Valeriu Moisescu, 1979
- Harold - Harold și Maude de Colin Higgins, regia Sanda Manu, 1980
- Strigoiul - Strigoii la Kitahama de Kobo Abe, regia Cătălina Buzoianu, 1982
- Bouzin - Scaiul de Georges Feydeau, regia Ion Lucian, 1989
- Mercur - Ce ne facem fără Willy? de George Astaloș, regia Ludmila Syekely Anton, 1992
- Willy - Ce ne facem fără Willy? de George Astaloș, regia Ludmila Syekely Anton, 1992
- Tersit - Troilus și Cresida de William Shakespeare, regia Dragoș Galgoțiu, 1994
- Arthur, regele gândacilor - Fuga de Mihail Burgakov, regia Cătălina Buzoianu, 1995
- Fadinard - Pălăria de Eugène Labiche, regia Horațiu Mălăele, 1998
- Henry Perkins - Bani din cer de Ray Cooney, regia Horațiu Mălăele, 2001
- Titel - Poker de Adrian Lustig, regia Alexandru Tocilescu, 2004
- Pișănțap, marchiz de Brizăbrează - Ubu înlănțuit de Alfred Jarry, regia Gábor Tompa, 2004
- Anton Antonovici Scvoznic-Dmuhanoshi, primarul orașului - Revizorul de N. V. Gogol, regia Horațiu Mălăele, 2006
- Narcis Pasăre, fost boxer - Clinica de Adrian Lustig, regia Aurel Palade, 2008
- Alexandr Tarasovici Ametistov - Casa Zoikăi de Mihail Bulgakov, regia Alexandru Tocilescu, 2009
- St Clair Bayfield - În plină glorie! de Peter Quilter, regia Răzvan Mazilu, 2015

George Mihăiță în tinerețe

## Teatrul Bulandra
- Ziariștii de Alexandru Mirodan, regia Valeriu Moisescu, 1971

## Teatrul Național București
- Guliță - Coana Chirița de Vasile Alecsandri, regia Horea Popescu, 1969

## Teatrul Baia Mare
- Spiridon - O noapte furtunoasă de Ion Luca Caragiale, regia Magda Bordeianu, 1972

## Filmografie
- Reconstituirea, regia Lucian Pintilie, 1968
- Căldura (1969)
- Prieteni fără grai (1969)
- Castelul condamnaților (1970)
- Brigada Diverse intră în acțiune (1970) - brigadierul silvic Harpalete
- Mirii anului II (1971)
- Brigada Diverse în alertă! (1971) - brigadierul silvic Harpalete
- Urmărirea, regia Radu Gabrea - serial TV, 1971
- Veronica (1973) - șoricelul Aurică
- Veronica se întoarce (1973) - șoricelul Aurică
- Capcana (1974) - mirele
- Zidul (1975) - Sile
- Ilustrate cu flori de cîmp (1975) - mirele
- Filip cel bun (1975) - Țigănosul
- Comedie fantastică (1975) - Ol
- Ultimele zile ale verii (1976) - Șerban
- Ultima noapte a singurătății (1976)
- Tufă de Veneția (1977) - Tase
- Accident (1977) - Tudor Cuceanu
- Mama (1977) - măgarul Petrică
- Pentru patrie (1978) - Peneș Curcanul
- Drumuri în cumpănă (1979) - fiul lui Octavian Borcea
- Brațele Afroditei (1979) - Gigi
- Falansterul (1979)
- Omul care ne trebuie (1979) - instructorul de la Căminul cultural
- Ultima noapte de dragoste (1980) - sergentul Zamfir
- Capcana mercenarilor (1981) - Onuț, fratele lui Luca
- Duelul (1981) - subcomisarul Petrescu
- Saltimbancii (1981) - clovnul
- Un saltimbanc la Polul Nord (1982) - clovnul
- Cucerirea Angliei (1982) - Gollet, bufonul ducelui Normandiei
- Melodii la Costinești, regia Constantin Păun, 1983
- Fram (1983)
- Zacharicus, regia Claude Girinberg, 1983
- Siciliana regia Olimpia Arghir, 1984
- Sosesc păsările călătoare (1985)
- Promisiuni (1985) - Cornel
- François Villon – Poetul vagabond (1987) - student
- Zîmbet de Soare (1988)
- Niște băieți grozavi (1988) - Gigi
- Duminică în familie (1988) - cercetătorul științific Alexandru Ionescu
- Campioana (1991) - Marian
- Paradisul în direct (1995)
- Punctul zero (1996) - revoluționarul Radu
- Omul zilei (1997) - Florentin
- Supraviețuitorul (2008) - Haral bătrân
- Nunta mută (2008) - Valentin Gogonea
- Undeva la Palilula (2012) - Ilie Tudorin
- Moromeții 2 (2018) - Aristide[2]

## Roluri în televiziune
Teatru TV
- DUBLAJ MEMORABIL, ÎN FILMUL LEMONADE MOUTH, ÎN ROLUL DIRECTORULUI BRENIGAN (2011)
- Să umplem pământul cu visuri, de Dan Tărchilă, regia Eugen Todoran
- Doctor în filosofie, de Branislav Nușici, regia Matei Alexandru
- Siciliana, de Aurel Baranga, regia Olimpia Arghir
- Șeful sectorului suflete, de Alexandru Mirodan, regia Letiția Popa
- Îndrăzneala, de Gheorghe Vlad, regia Letiția Popa
- Viori de primăvară, de Al. Stein, regia Domnița Munteanu
- Căsnicia nu-i o joacă, de I.D. Șerban, regia Olimpia Arghir
- Vilegiatura, de Constantin Stoiciu, regia Andrei Blaier
- Fata care a mutat Parângul, de I.D. Șerban, regia Nae Cosmescu
- Ziariștii de Alexandru Mirodan, regia Valeriu Moisescu
- Speranța nu moare în zori, de Romul Guga, regia Nae Cosmescu
- Căsătorie imposibilă, de Alex Ștefănescu, Silviu Jicman
- Capul de rățoi, de Gheorghe Ciprian, regia Constantin Dicu
- Când vine barza, de Andre Roussin, regia Constantin Dicu
- Caragiale, dar nu teatru, regia Sanda Manu.

## Emisiuni de divertisment
- Revelion 1973, Revelion 1992, Revelion 1995, Revelion 2002
- Moderator "Careul de aur" TVR 1
- Telerecital Silviu Stănculescu
- Telerecital Mircea Șeptilici

## Seriale TV
- Urmărirea, regia Radu Gabrea
- Mușatinii, regia Sorana Coroamă Stanca
- Secretul Mariei, regia Valeriu Lazarov
- Vine poliția, regia Peter Kerek
- Moștenirea, regia Iura Luncașu
- Clanul, regia Anghel Damian
- Tătuțu', regia Anghel Damian

## Premii
- 2010 - Premiul UNITER pentru cel mai bun actor într-un rol principal, pentru rolul Alexandr Tarasovici Ametistov - Casa Zoikăi de Mihail Bulgakov, Teatrul de Comedie, București
- 2001 - Henry Perkins, Bani din cer de Ray Cooney, regia Horațiu Malaele, Premiul pentru cea mai bună interpretare masculină în cadrul Festivalului Național de Comedie de la Galați
- 1994 - Tersit, Troilus si Cresida de William Shakespeare, regia Dragoș Galgoțiu, Premiul pentru cea mai bună interpretare masculină oferit de Asociația Umoriștilor Români
- 1975 - Premiul III în cadrul Festivalului de Teatru de la Bacău cu un recital Marin Sorescu
- 1976 - Premiul Cenaclului Flacăra

## Alte activități
- 1990 Directorul revistei Salut[3], Salut paranormal, Salut rebusist, Integrame salut, Sexualitatea
- 1992 Președintele Clubului UNESCO Adolescenții
- 1994 Propune Camerei Deputaților și Parlamentului României proiectul de lege privind Ziua Adolescentului
- 1997 Președintele României semnează Legea nr 197/1997 privind instituirea Zilei Adolescentului în a doua duminică din luna mai
- 1998 Directorul revistei Salut Generația Pro
- 2000 Directorul onorific al revistei Super